# IC 1232
IC 1232 је ознака објекта на координатама са ректансцензијом 16h 49m 42,0s и деклинацијом + 46° 5" 22'. Открио га је Луис Свифт, 11. јула 1890. Каснијим посматрањима на том положају није уочен никакав астрономски објекат.